# Українсько-німецький проєкт «Дністер»
Українсько-німецький проєкт «Дністер»— довготривала співпраця українських і німецьких науковців з вирішення екологічних проблем Верхнього Дністра. На останній фазі свого існування проєкт мав назву «Трансформаційні процеси в басейні Верхнього Дністра» (нім. «Transformationsprozesse in der Dnister-Region (Westukraine)». Проєкт був підтриманий ЮНЕСКО, Федеральним міністерством освіти та досліджень Німеччини (BMBF funding №399699B) і Міністерством охорони природи України. Технічну і організаційну допомогу забезпечували Дрезденський технічний університет та Інститут екології Карпат НАН України.
В спільній праці українських і німецьких вчених було проведене міждисциплінарне дослідження басейну Верхнього Дністра і його допливів від витоків до гирла лівого притоку Дністра — Коропця, з метою розроблення рекомендації стосовно ощадливого використання природних ресурсів і ефективного землекористування регіону за принципом сталого розвитку. За результатами цієї роботи був підготовлений звіт, який був опублікований у книзі Transformation processes in the Western Ukraine.

## Передісторія створення
З 1988 року на Дністрі працювала громадська міжнародна Еколого-культурологічна експедиція «Дністер», в якій у 1993 році виявив бажання працювати студент Фрайбурзького, пізніше Марбурзького університету (нім. Philipps-Universität Marburg) Штефан Німайер. Спочатку він приїхав до Львова з метою ознайомлення з роботою експедиції, яка йому, очевидно, сподобалася. Повернувшись додому, він переконав професора Гаральда Плахтера (Harald Plachter) в доцільності проходження практики на Дністрі студентів Університету. Таким чином влітку до експедиції долучилося п'ятеро німецьких студентів. Вони привезли з собою обладнання, яке дозволило проводити на Дністрі гідрологічні дослідження. Написані ними курсові роботи Плахтер оцінив позитивно, і на наступний рік в експедицію прибула група студентів під керівництвом професорки Фрайбурзького університету Уте Кампверт (Ute Kampwerth). Пані Кампверт оцінила великі можливості вивчення природного стану Дністровської долини для відновлення історико-екологічних процесів, що є важливим для відновлення природних об'єктів, порушених техногенними і антропогенними причинами. Довідавшись про враження Кампверт, Плахтер вирішив сам перевірити можливість співпраці з українськими екологами.
Восени 1994 року він приїхав в Україну і познайомився з українськими науковцями у Львові та Іван-Франківську, побував у Карпатах. В грудні того ж року він через депутатів Верховної Ради з числа Товариства Лева налагодив контакти з урядом України для вивчення питання можливості українсько-німецької співпраці. У травні 1995 р. Товариство Лева провело установчу конференцію планованого проєкту, на якій були присутні працівники державних установ як України, так і Німеччини. Конференція показала його великі перспективи, тому німецька сторона вирішила вивести проєкт на високий рівень, для чого зв'язалася з ЮНЕСКО. В ЮНЕСКО таку міжнародну співпрацю було схвалено і куратором проєкту був призначений Вефа Мустафаєв, уродженець Баку, який вільно володів російською і англійською мовами, що значно спростило ведення міждержавних контактів. ЮНЕСКО не співпрацює з громадськими організаціями, тому в Україні подальша справа велася за допомогою керівників державних наукових установ і відомств або їх представників. Зокрема проявили велику активність Володимир Кучерявий, Олег Адаменко, Михайло Голубець, Віктор Огоноченко, Сергій Волгін та багато інших провідних науковців і урядовців.

## Початок проєкту

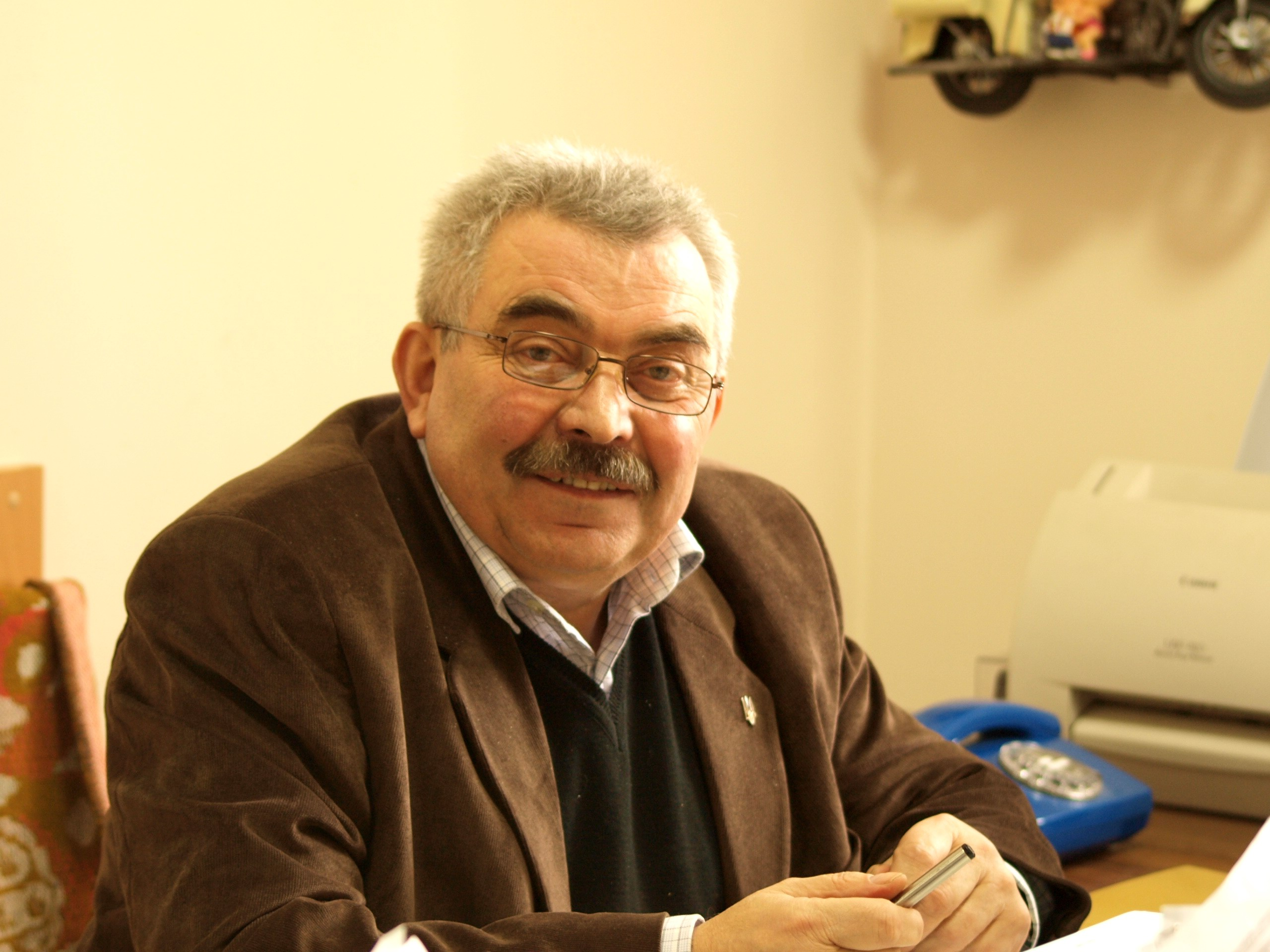
Профессор Йосиф Царик

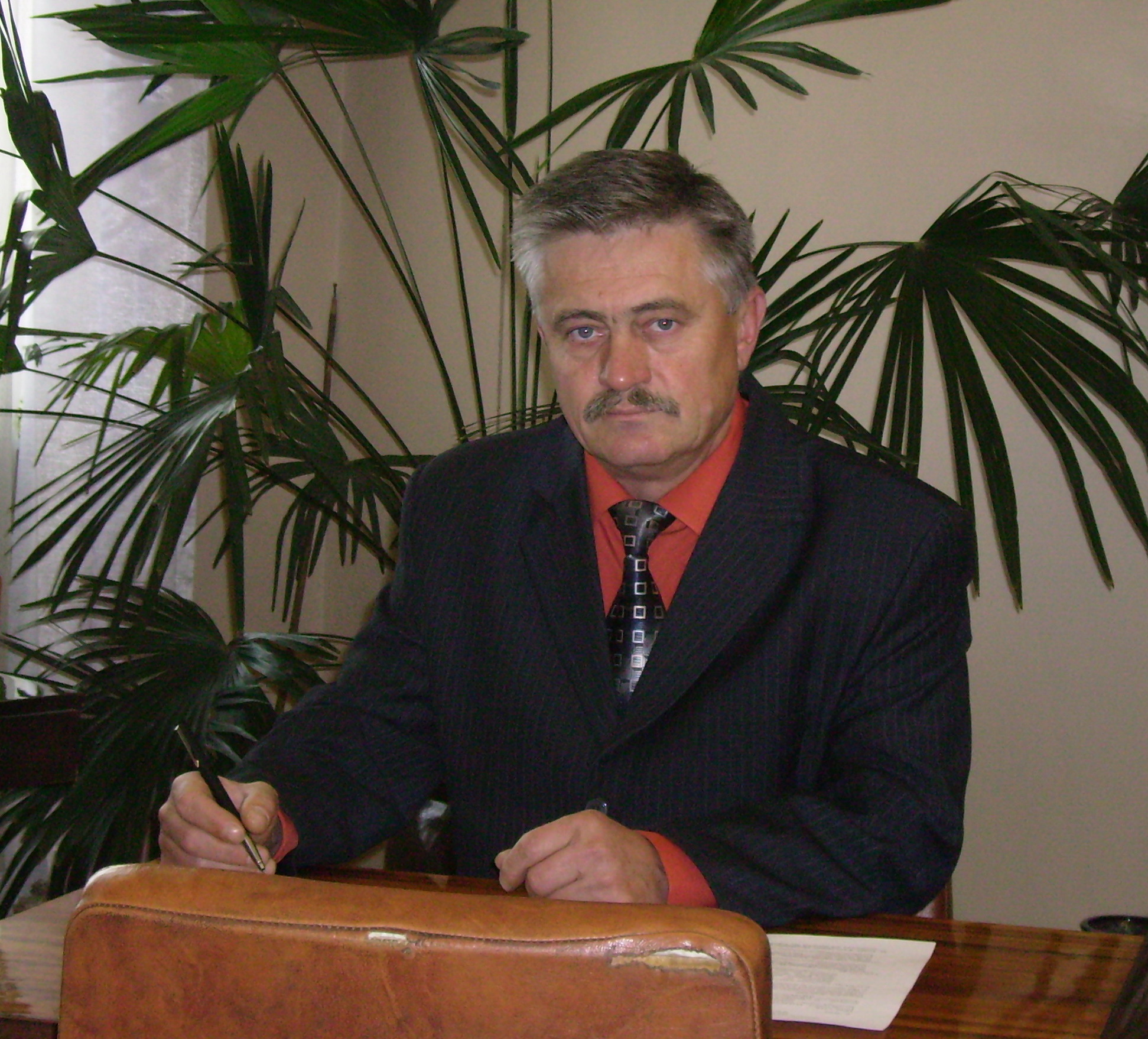
Доктор Микола Козловський

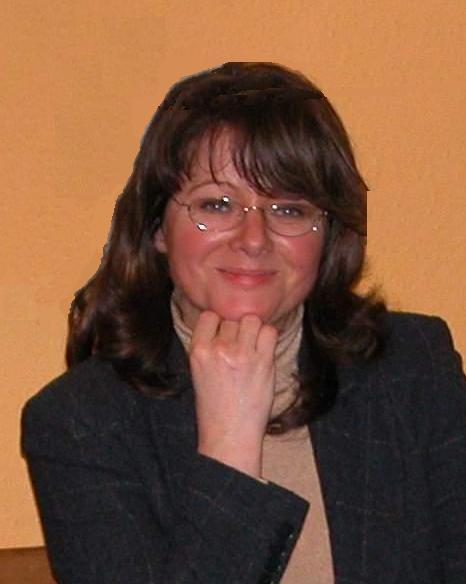
Керівник проєкту проф., др. Мехтгільд Рот

Після підтримки ідеї українсько-німецького наукового співробітництва у німецькому уряді, почалася пілотна фаза проєкту, на якій з урахуванням перших досліджень визначалися пріоритети і відпрацьовувалися форми організаційної та дослідницької роботи. У цілому проєктом керував Гаральд Плахтер, він же був головним ідеологом досліджень. Йому дієво допомагав Штефан Німайер, який був призначений координатором проєкту і керівником його бюро у Львові, що розмістилося в приміщеннях Інституту екології Карпат. Пошуки керівного складу з боку Україні затяглися і на пропозицію німецької сторони для організаційної роботи був призначений греміум у складі Миколи Козловського, Валентина Стецюка і Елеонори Захарко. Пізніше протягом деякого часом науковим керівником був Кость Малиновський, а потім до кінця проєкту Йосип Царик. Від німецької сторони з 1999 року проєктом керувала Мехтгільд Рот, а координаторами були Філіпп Кестлі (Швайцарія) і Ральф Нобіс (Німеччина). Організація комплексу досліджень велася по окремим частковим проєктам, керівники яких складали заявки з детальним описом планованих досліджень із вказанням місцевості, часу виконання і також відповідальних за окремі теми.

## Структура проєкту і його учасники
Весь проєкт мав три фази, на кожну з котрих складались заявки на часткові проєкти, але не всі з них виконувалися на кожній фазі, тобто склад часткових проєктів дещо мінявся від фази до фази, а у загальному звіті результати досліджень деяких часткових проєктів були об'єднані. Тим не менше, звіт в цілому відповідав структурі проєкту. З української сторони в проєкті брали участь наукові співробітники Інституту екології Карпат, Львівського університету імені Франка, Національного лісотехнічного університету, Львівського аграрного університету, Івано-Франківського технічного університету. Головним чином це були фахівці в галузях лісового господарства, агротехнологій, економісти, гідрологи, геоморфологи, зоологи, ботаніки а також науковці інших спеціальностей екологічного спрямування. З німецького боку більшість науковців представляла Дрезденський технічний університет, які запрошували до співпраці також колег з інших наукових установ Німеччини. Зокрема, проф., др. Гельмут Брюкнер представляв Марбурзький університет., проф., др. Вільфрід Ендліхер — Берлінський університет ім. Губольдта, проф., др. Ґізельгер Кауле — Штутгартський університет

## Організація досліджень

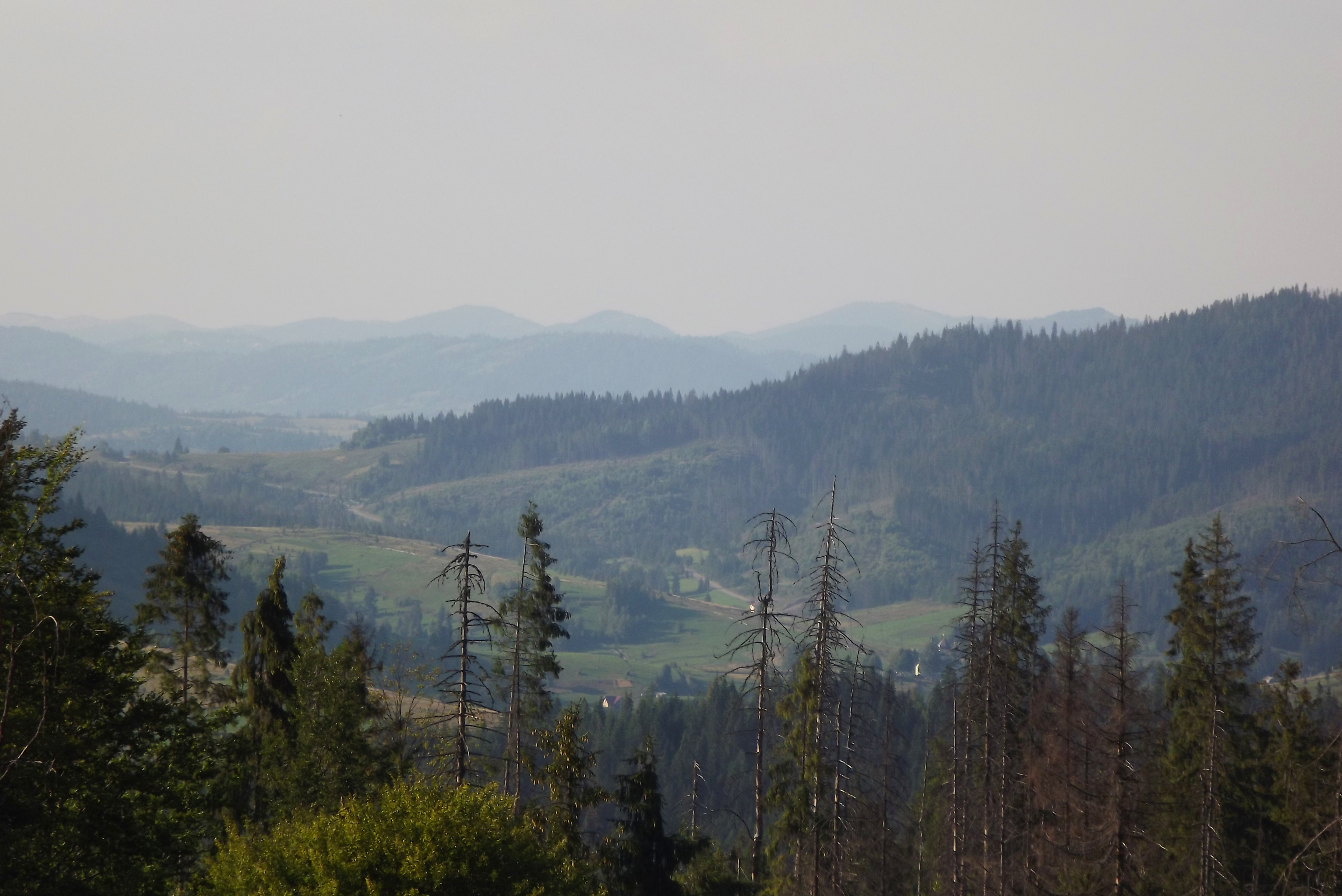
Село Волосянка (Сколівський район)

Робота проєкту проводилися на кількох модельних громадах, типових для кожного з трьох модельних просторів на Дністрі, виділених для дослідження. Модельний простір 1 (МП1) був виділений у Карпатах і розділений на два, один з яких був у верхів'ях Дністра (МП1a) від Турки до Старого Самбора, де були модельні громади в селах Бусовисько і Верхній Лужок, а другий — у верхів'ях Стрия (МП1b) від витоків до Верхнього Синевидного з модельними громадами в селі Волосянка і Ялинкувате. МП2 був розташований у передгір'ях Карпат в долині Дністра від села Гординя до міста Миколаєва з модельними громадами в селах Дубляни і Колодруби. Для МП3 була вибрана долина річка Коропець. Для кожного модельного простору були створені ГІС-карти в масштабах від 1:10000 до 1:200000 відповідно до потреб кожного з часткових проєктів. На цих картах була створена загальна База даних, в котру вносилося розташування біотопів, поширення угруповань росли, типи лісів і ґрунтів, наявність і поширення рослин і тварин з Червоної книги України та багато іншої інформації.